# Amateur-Oberliga Berlin
La Amateur-Oberliga Berlin fue una liga de fútbol de Alemania que existió de 1947 a 1991 cuando se dio la caída del Muro de Berlín y la Reunificación alemana.

## Historia
Fue creada en el año 1947 con el nombre Amateurliga Berlin y la integraban los equipos de Berlín Occidental y era la segunda división del fútbol alemán, solo por detrás de la Oberliga Berlin (I).
En las primeras tres temporadas se jugó bajo un sistema de grupos hasta que en la temporada 1950/51 se decidió a jugar con un grupo único de 12 equipos, con la diferencia de que los equipos de Berlín Oriental se unieron a Alemania Democrática. Los dos mejores equipos de cada temporada ascendían, mientras que los dos peores descendían de categoría.
Al aparecer la Bundesliga en 1963, desapareció la Oberliga Nord (I) y apareció la Regionalliga Berlin como la nueva segunda categoría del fútbol alemán, lo que provocó que la Amateurliga descendiera un nivel ahora con 16 equipos.
En 1974 al aparecer la 2. Bundesliga, desapareció la Regionalliga Berlin, con lo que la Amateurliga pasa a ser la liga de fútbol más importante de Berlín, manteniendo su estatus de liga de tercera división y ese año adoptaron su nombre más reciente.
Desde 1974 el campeón de la Amateurliga tenía que jugar una serie de playoff para ver si lograba el ascenso a la 2. Bundesliga para la siguiente temporada. En 1981 se creó una sola 2. Bundesliga.
En 1991 tras la caída del Muro de Berlín, se da también la Reunificación alemana, lo que trajo una reestructuración al fútbol en Alemania, la Oberliga Berlin desaparece tras 44 temporadas de actividad y los equipos son distribuidos entre las NOFV-Oberligas Norte y Centro.

## Equipos Fundadores
Estos son los clubes que disputaron la temporada inaugural en 1947:
| - VfL Nord Berlin - Nordstern 07 Berlin - VfL Schöneberg - Hertha Zehlendorf | - Frohnauer SC - Steglitzer SC Südwest - SC Tegel - SC Charlottenburg | - SC Staaken - BSC Rehberge - Alemannia Haselhorst - SG Hakaoh |

## Ediciones anteriores

### Grupos
| Temporada | Grupo A           | Grupo B                 | Grupo C            | Grupo D  |
| --------- | ----------------- | ----------------------- | ------------------ | -------- |
| 1947-48   | Minerva 93 Berlin | SV Lichtenberg 47       | Viktoria 89 Berlin | —        |
| 1948-49   | Hertha de Berlín  | SC Tasmania 1900 Berlin | VfB Britz          | VfL Nord |
| 1949-50   | SV Lichtenberg 47 | Minerva 93 Berlin       | —                  | —        |

Fuente:

### Liga Única
| Temporada | Club                   |
| --------- | ---------------------- |
| 1950-51   | VfL Nord               |
| 1951-52   | Steglitzer SC Südwest  |
| 1952-53   | Hertha Zehlendorf      |
| 1953-54   | BFC Südring            |
| 1954-55   | Hertha Zehlendorf      |
| 1955-56   | BFC Südring            |
| 1956-57   | Alemannia 90 Berlin    |
| 1957-58   | Rapide Wedding         |
| 1958-59   | Norden-Nordwest Berlin |
| 1959-60   | Polizei SV Berlin      |
| 1960-61   | Union 06 Berlin        |
| 1961-62   | SC Tegel               |
| 1962-63   | Blau-Weiß 90 Berlin    |
| 1963-64   | Viktoria 89 Berlin     |

| Temporada | Club                |
| --------- | ------------------- |
| 1964-65   | 1. FC Neukölln      |
| 1965-66   | Rapide Wedding      |
| 1966-67   | Spfr. Neukölln      |
| 1967-68   | SC Staaken          |
| 1968-69   | TuS Wannsee         |
| 1969-70   | Alemannia 90 Berlin |
| 1970-71   | BSV 1892 Berlin     |
| 1971-72   | BFC Preußen Berlin  |
| 1972-73   | BBC Südost          |
| 1973-74   | SC Staaken          |
| 1974-75   | Spandauer SV        |
| 1975-76   | Union 06 Berlin     |
| 1976-77   | BFC Preußen Berlin  |

| Temporada | Club                   |
| --------- | ---------------------- |
| 1977-78   | Wacker 04 Berlin       |
| 1978-79   | Hertha Zehlendorf      |
| 1979-80   | BFC Preußen Berlin     |
| 1980-81   | BFC Preußen Berlin     |
| 1981-82   | Tennis Borussia Berlin |
| 1982-83   | SC Charlottenburg      |
| 1983-84   | Blau-Weiß 90 Berlin    |
| 1984-85   | Tennis Borussia Berlin |
| 1985-86   | SC Charlottenburg      |
| 1986-87   | Hertha de Berlín       |
| 1987-88   | Hertha de Berlín       |
| 1988-89   | Reinickendorfer Füchse |
| 1989-90   | Reinickendorfer Füchse |
| 1990-91   | Tennis Borussia Berlin |

Fuente: